# Flieger- und Fliegerabwehrtruppenschule
Die Flieger- und Fliegerabwehrtruppenschule (FlFlATS) des österreichischen Bundesheers ist der Direktion 2 – Luftstreitkräfte des Generalstabs zugeordnet. Sie ist seit 11. Juli 2007 für die Ausbildung aller Offiziere und Unteroffiziere der Waffengattungen Flieger und Fliegerabwehr, sowie der Fachrichtungen Luftraumüberwachung, Luftaufklärung und Luftfahrttechnik zuständig. Die Forschungs- und Entwicklungstätigkeit (F&E) in diesen Bereichen wird durch die Grundlagenabteilung abgedeckt, die das Kompetenzzentrum der Verbände des Teilstabes Luft darstellt. Kommandant war bis 2017 Brigadier Günter Schiefert, der aktuelle Kommandant ist Brigadier Reinhard Kraft.

## Entstehung und Ziele
Die Zusammenlegung der Fliegerschule (FlS, Zeltweg) mit der Fliegerabwehrschule (FlAS, Langenlebarn) in Langenlebarn ist im Zuge der Reform des Österreichischen Bundesheeres beschlossen worden. Seit 1976 war die Fliegerschule (FlS) in Zeltweg die Ausbildungsstätte für die Militärpiloten des Bundesheeres. Sie war aber weder organisatorisch noch personell in der Lage, alle Ausbildungsbereiche für die Luftstreitkräfte sowie die dazu erforderlichen Themenbereiche Forschung, Entwicklung und Grundlagenarbeit abzudecken. Dieser Nachteil wird nun mit der FlFlATS beseitigt. Der Aufstellungsstab der FlFlATS wurde mit der Führung der Fliegerschule, der Fliegerabwehrschule, der Lehrabteilung Luftfahrttechnik der Heeresversorgungsschule, der 4. leichten Fliegerabwehrlenkwaffenbatterie und der 2. Staffel des Fliegerregimentes 1 beauftragt. Die Bildung der FlFlATS als Truppenschule hat folgende Ziele: Integration zusammenwirkender Waffengattungen bzw. Fachrichtungen, Ausbildung aller einsatzrelevanten Themen für den Teilstab Luft und seine Verbände Luftraumüberwachung (LRÜ) sowie Luftunterstützung (LuU), Schaffung von Synergien durch die waffengattungsübergreifende Ausbildung, die Grundlagenarbeit sowie die gemeinsame Führung und Verwaltung. Während sich Teile der Institute Flieger und Fliegerbodendienste in Zeltweg befinden, sind das Kommando der FlFlATS und alle anderen Institute in Langenlebarn disloziert.

## Ausbildungsbereiche
- Lehre der Führung bis zur operativ-taktischen Ebene
- Pilotenausbildung
- Fliegerabwehr
- Flugsicherung und Luftraumbewirtschaftung
- Elektronische Kampfführung
- Luftaufklärung
- Lufttransport
- Luftfahrttechnik
- Luftfahrzeugrettungsdienst
- Militärmeteorologie

Gliederung
- Institut Flieger (Inst Fl)
- Institut Fliegerabwehr (Inst FlA)
- Institut Fliegerbodendienste (Inst FlBdD)
- Institut Luftfahrttechnik (Inst LFT)
- Stabsabteilung (StbAbt)
- Grundlagenabteilung (GLAbt)
- Lehrkompanie (LKp)

## Grundlagenabteilung
Die Grundlagenabteilung ist gleichermaßen der „Think tank“ der Schule. Die Konzentration der Grundlagenarbeit in eigenen Abteilungen stellt in der Schullandschaft des Bundesheeres eine wesentliche Neuerung dar. Zielsetzung ist es, in Zusammenarbeit mit den ausbildenden Instituten Richtlinien zu schaffen, die helfen, den Einsatz von Luftstreitkräften im Rahmen der Integrated Air Defence sicherzustellen. Konsequenterweise sind auch die Offiziersfort- und die Offiziersweiterbildung der Grundlagenabteilung zugeordnet. Die Referate und ihre wesentlichen Aufgaben stellen sich wie folgt dar:
- Referat Luftoperationen

Lehre der operativen und taktischen Verfahren der Luftkriegführung, Schulung in der Planung und Durchführung von Luftoperationen und Luftaufklärung im Rahmen der strategischen, operativen und taktischen Verfahren der Luftstreitkräfte und der Heeresfliegerkräfte.
- Referat Flugverkehrsmanagement

Planung der Luftraumbewirtschaftung, Luftfahrtinfrastruktur, Flugdatenmanagement; Sicherstellung der technischen Standards von Flugsicherungsanlagen und Flugplatzausrüstungen auf dem Stand der Technik und gemäß den internationalen Erfordernissen; Instrumenten- und Sichtflugverfahren; Schulung im Luftraumüberwachungsdienst und im Radarleitdienst.
- Referat Flugwesen und Transport

Grundlagenarbeit im Flugwesen bei Flugzeugen und Hubschraubern; Planung und Durchführung von Lufttransporten mit Flugzeugen und Hubschraubern; Planung von Search and Rescue (SAR), Combat Search and Rescue (CSAR), MedEvac & Sea Survival.
- Referat Fliegerabwehr

Einsatzgrundsätze von Fliegerabwehrverbänden in einem übergeordneten Führungssystem; Beurteilung der Auswirkung feindlicher und eigener fliegender und bodengestützter Waffensysteme auf den Fliegerabwehreinsatz inklusive der Elektronischen Kampfführung; Einsatzgrundsätze der Radar-, Waffen-, Feuerleit- und Datenverbundsysteme.
- Referat Luftfahrttechnik

Grundlagenarbeit für diesen Fachbereich; Sicherstellung des Wissensstandes über Verfahren und Technologien.
- Referat Elektronische Kampfführung

Wirkungsweise von Bordradar- und Lenkwaffensystemen; Effektivität von Schutzmaßnahmen; Verhalten von elektrooptischen Systemen unter Störbedingungen; Verfahren, Taktik, Einsatzgrundsätze, Frequenzmanagement.
- Referat Computerunterstützte Ausbildung

Erstellung und Umsetzung von Softwarelösungen sowie Informationstechnik (IT)-Ausbildung an den Systemen.

## Das Institut Flieger
Das Institut Flieger (Inst Fl) der FlFlATS wird aus der Fliegerschule (FlS) und aus der 2. Staffel des Fliegerregimentes 1 (2.Sta/FlR1) gebildet und in zwei Standorten konzentriert: Am Fliegerhorst Hinterstoisser in Zeltweg entstanden aus der Fliegerschule die Institutsleitung, die Lehrabteilung Flächenflugzeuge (LAbt FläFlz) und die Abteilung Fliegertechnik (Abt FlTe).
Am Fliegerhorst Brumowski in Langenlebarn entstanden aus der 2. Staffel des Fliegerregimentes 1 die Lehrabteilung Hubschrauber (LAbt HS) und die Abteilung Hubschraubertechnik (Abt HSTe). Mit insgesamt 136 Arbeitsplätzen (davon 113 systemisierten Arbeitsplätzen) ist das Institut Flieger das kaderstärkste Ausbildungselement der FlFlATS. Die Aufgaben des Instituts Flieger sind die Durchführung der praktischen Auswahlverfahren für Militärpiloten, die Ausbildung aller Militärpiloten Österreichs zu Einsatzpiloten auf den verfügbaren Ausbildungsluftfahrzeugen (ausgenommen Düsentrainer), die Steuerung und Beaufsichtigung der Ausbildung auf Düsentrainern (Saab 105), die Aus-, Fort- und Weiterbildung aller Fluglehrer, die Beistellung von je zwei Schwärmen Pilatus PC-7 „Turbotrainer“ und AB 206 „Jet Ranger“ für Einsätze im Rahmen von Luftraumsicherungsoperationen, für Einsätze zur Katastrophenhilfe sowie für Verbindungsflüge, die Durchführung der praktischen Fachausbildung von Luftfahrzeugtechnikern gemäß den Ausbildungsrichtlinien des Instituts Luftfahrttechnik (Inst LFT), die Durchführung der Benutzermaterialerhaltung der Schulluftfahrzeuge und die Bereitstellung der erforderlichen Luftfahrzeuge sowohl für die praktische Ausbildung der Militärpiloten als auch für die Einsatzaufgabe, die Wahrnehmung der Aufgaben einer Typenwerft für die Bereiche Bordwaffen sowie R&S (Notfallschirme, Notsender sowie die Notausrüstung) und die persönliche Pilotenausrüstung (Helm, Visier, Maske usw.) der PC-7 „Turbotrainer“ sowie die Durchführung der fliegerspezifischen Grundlagenarbeit. Durch die Übernahme der Hubschrauberausbildung, die bisher zur Gänze von der Truppe selbst wahrgenommen werden musste, soll die Truppe deutlich entlastet und damit in die Lage versetzt werden, die geforderten Einsatzaufgaben abzudecken. Dazu ist es notwendig, dass aus der jetzt übernommenen 2.Sta/FlR1, die bislang „nur“ die Hubschraubergrundschulung durchführte, ein Ausbildungselement erwächst, welches die gesamte Einsatzpilotenausbildung für Hubschrauberpiloten abdecken kann.
Zur Erfüllung der zukünftigen Aufgaben und in Entsprechung der Vorgaben des Management ÖBH 2010 sowie der verfügten Ausbildungsphilosophie wurde ein neues Ausbildungskonzept für die Militärpilotenausbildung entwickelt. Bereits jetzt laufen an der Fliegerschule die Vorbereitungsmaßnahmen zur Lizenzierung des Instituts Flieger durch die zivile Luftfahrtbehörde als Flying Training Organisation (FTO), entsprechend den gültigen europäischen Richtlinien. Damit wird auch die zivile Anerkennung der Militärpilotenausbildung sichergestellt und eine wesentliche Grundlage für eine internationale militärische und zivile Zusammenarbeit im Bereich der Pilotenausbildung geschaffen.

## Das Institut Fliegerabwehr
Die Fliegerabwehrschule ist durch das Institut Fliegerabwehr abgelöst worden. Dieses setzt sich aus der Lehrabteilung sowie der Abteilung für Fliegerabwehrschießen und Simulation der Fliegerabwehrschule zusammen. Es werden folgende Organisationselemente gebildet: Administration; eine Lehrgruppe Fliegerabwehrführung, Radar und Aufklärung (bisher zwei Lehrgruppen); eine Lehrgruppe Fliegerabwehrwaffen (bisher zwei Lehrgruppen: Rohrwaffen und Lenkwaffen); eine Lehrgruppe Fliegerabwehrsimulatoren (bisher eine Abteilung mit u. a. den drei Organisationselementen Radar, Geschütz und leichte Fliegerabwehrlenkwaffe für die Simulatorausbildung). In der Waffengattung Fliegerabwehr werden sowohl die Kader, als auch die Milizsoldaten im Bereich Taktik sowie an den folgenden Systemen ausgebildet: 35-mm-Zwillingsfliegerabwehrkanone;
Fliegerabwehrlenkwaffe „Mistral“;  Feuerleitgerät 98 Skyguard; Aufklärungs- und Zielzuweisungsradar. Weiters erfolgt die Ausbildung unter anderem in den Bereichen Flugmeldewesen, Luftfahrzeugerkennungsdienst und Fliegerabwehr aller Truppen. Dabei kommen moderne Simulatoren für Rohr- und Lenkwaffen sowie das Feuerleitgerät 98 zum Einsatz.
Darüber hinaus ist das Institut Fliegerabwehr auch verantwortlich für die Vorbereitung und Durchführung von Erdziel-, Luftziel- sowie Luft-Luft-Schießen (mit Kanonen) im In- und Ausland, die Erstellung von Vorschriften, Merkblättern und Ausbildungsbehelfen, die Erprobung von Gerät bei Neueinführungen, die Modifikation von Gerät, den Schiedsrichterdienst bei Übungen bzw. Verlegungen sowie für die Teilnahme an Übungen in adäquaten Funktionen. Ein ganz wesentlicher Aufgabenbereich ist auch die Forschung und Lehre zur Unterstützung der Grundlagenabteilung in den Bereichen Luftraumordnung (bezogen auf die Fliegerabwehr), nationale und internationale Führungssysteme, Elektronischer Kampf in fliegerabwehrradartaktischer Hinsicht, Bedrohung aus der Luft, Luftfahrzeugerkennungsdienst sowie sonstige die Fliegerabwehr betreffende Aufgabenstellungen.

## Das Institut Fliegerbodendienste
Das Institut Fliegerbodendienste wird als Element der Schulstruktur gänzlich neu formiert. Im Institut werden folgende Fachbereiche organisatorisch zusammengefasst:
- Die Lehrgruppe Fliegerführungsunterstützung und Elektronische Kampfführung führt die qualifizierte Fort- und Weiterbildung in den Bereichen Informations- und Kommunikationstechnologie sowie Elektronische Kampfführung für den spezifischen Bedarf der Luftstreitkräfte durch. Dies erfolgt insbesondere für den Teilbereich Elektronische Kampfführung im Rahmen einer integrierten, waffengattungsübergreifenden Ausbildung für das Fachpersonal in der Funktion.

- Die Lehrgruppe Luftraumüberwachung ist in Zeltweg disloziert und für die Ausbildung des Radarbetriebsdienstpersonals verantwortlich. Dies beinhaltet die Planung und Durchführung von betriebsdienstlichen Lehrgängen für Offiziere und Unteroffiziere im Fachbereich sowie die hierzu erforderliche Grundlagenarbeit.

- In der Lehrgruppe militärmeteorologischer Dienst wird die Ausbildung zum Wettermelder, Wetterbeobachter, Wetterdiensttechniker, Wetterdienstwachleiter, Wetterberater und Militärmeteorologen durchgeführt. Weiters wird die qualifizierte Fort- und Weiterbildung des militärmeteorologischen Personals aller Wetterdienststellen sichergestellt. Darüber hinaus wird durch die Lehrgruppe der Teil der meteorologischen Ausbildung bei der Militärpiloten-, Luftfahrzeugtechniker-, Flugsicherungs-, Luftaufklärungs- und Artillerieausbildung wahrgenommen. Künftig wird auch der meteorologische Ausbildungsteil der ABC-Abwehrtruppe, der Fallschirmsprunglehrerausbildung und des qualifizierten Alpinausbildungspersonals von der Lehrgruppe militärmeteorologischer Dienst abgedeckt werden.

- Die Lehrgruppe Luftaufklärung wird im Zuge der deutsch-österreichischen „Ausbildungskooperation Militärluftbildner“ in den folgenden Bereichen ausbilden: Taktik und Verfahren, Luftbild-, Radar-, Video- und Infrarotauswertung sowie Luftbildbearbeitung.

## Das Institut Luftfahrttechnik
Das Institut Luftfahrttechnik (Inst LFT) der FlFlATS hat die Aufgabe, die luftfahrttechnische Fachausbildung vom angehenden Militärluftfahrzeugwart bis hin zum leitenden Militärluftfahrttechniker – sowohl für Soldaten als auch für Zivilbedienstete – aufrechtzuerhalten. Damit die Ziele und Erfordernisse, die sich aus der Transformation des Bundesheeres ergeben, auch umgesetzt bzw. erfüllt werden können, wurde die FlFlATS beauftragt, die luftfahrttechnische Ausbildung nach den Richtlinien der Europäischen Kommission zivil zu zertifizieren. Zu diesem Zweck ist ein Ausbildungsverbund mit der in Langenlebarn beheimateten Bundesfachschule für Flugtechnik gebildet worden, für welche die FlFlATS einen Teil der Schulerhalteraufgaben wahrnimmt. Aus dieser Aufgabe resultiert neben der Anpassung der Theorieinhalte der Fachausbildung für Militärluftfahrttechniker auch eine wesentliche Ausweitung der Praxisanteile. Diese Praxisanteile werden künftig durch die Zusammenarbeit des Instituts Luftfahrttechnik mit dem Institut Flieger abgedeckt.
Vorteile werden in Form von Synergien erwartet, die aus der gemeinsamen Nutzung von Ressourcen sowie aus der Reduktion von Ausbildungszeiten beim Militär durch die Anerkennung ziviler Vorbildung resultieren sollen. Umgekehrt ergibt sich für Soldaten nach Beendigung einer Zeitlaufbahn die Möglichkeit, die anerkannte luftfahrttechnische Fachausbildung beruflich unmittelbar in zivilen Luftfahrtunternehmen zu nutzen. Ein wesentlicher Gewinn, der sich aus der Zertifizierung ergibt, ist der einheitliche, transparente und nachvollziehbare Ausbildungsablauf, der durch ein Qualitätssicherungssystem gewährleistet wird.
Neu beim Institut Luftfahrttechnik ist der Ausbildungszweig Gefahrenguttransport Luft. Dieses Thema hat durch das verstärkte internationale Engagement des Bundesheeres große Bedeutung erlangt, da beim Gütertransport mit Luftfahrzeugen größtmögliche Sicherheit gewährleistet sein muss. Auch hier gilt es, Ausbildungsgänge für das Fachpersonal zu entwickeln und anzubieten, die internationalen Richtlinien entsprechen und von einschlägigen Behörden (z. B. von der International Air Transport Association – IATA) zertifiziert sein müssen.
Ein weiteres neues Aufgabengebiet ist der Luftfahrzeugrettungsdienst. Hier spannt sich der Bogen von der Brandverhinderung über die fachgerechte Brandbekämpfung an Luftfahrzeugen über die Bergung von Personen aus verunglückten Luftfahrzeugen und der Luftfahrzeuge selbst bis hin zur Dekontamination von Besatzungen und ganzen Luftfahrzeugen. Auch dieses Aufgabengebiet erlangt im Zuge internationaler Einsätze, bei denen fliegerische Elemente von feldmäßigen Flugplatzeinrichtungen aus operieren, große Bedeutung.

## Sonstiges
Der Leitspruch der FlFlATS lautet: „officium nobis norma“ – „Das Pflichtgefühl ist unser Maßstab“.